# WDFY3
La proteina 3 contenente il dominio WD e FYVE è una proteina che negli esseri umani è codificata dal gene WDFY3.
Questo gene codifica una proteina che contiene WD e un dominio FYVE. Per questo gene sono state trovate più varianti di trascrizione con giunzione alternativa, ma la natura a lunghezza intera di alcune varianti non è stata definita.

## Biochimica
Questa proteina sembra agire come una proteina di scaffolding dell'autofagia.

## Clinica
Le mutazioni in questo gene sono state associate a ritardo dello sviluppo neurologico, disabilità intellettiva, macrocefalia e disturbi psichiatrici (disturbi dello spettro autistico/disturbo da deficit di attenzione e iperattività).